# هارفي ريتشاردز
هارفي ريتشاردز (بالإنجليزية: Harvey Richards)‏ هو مصور أمريكي، ولد في 22 أغسطس 1912 في سمتير في الولايات المتحدة، وتوفي في 20 أبريل 2001 في مينلو بارك في الولايات المتحدة.